# Maria Limardo
Maria Limardo (Cessaniti, 16 ottobre 1960) è una politica italiana, dal 2019 al 2024 sindaca di Vibo Valentia e prima donna a ricoprire tale carica.

## Biografia
Laureata in giurisprudenza all'Università La Sapienza di Roma nel 1984, esercita la professione di avvocata ed è specializzata in antropologia della comunicazione.
Dopo una militanza politica in Alleanza Nazionale, dove ha ricoperto la presidenza provinciale e incarichi nazionali, è stata più volte eletta nel consiglio comunale di Vibo Valentia ed è stata anche nel 2004 assessora al commercio; si candida nel 2010 alle regionali per il Popolo della Libertà, ma non viene eletta.
Nel 2019 si candida a sindaco di Vibo Valentia con una coalizione di centro-destra formata da Forza Italia, Fratelli d'Italia e da alcune liste civiche, vincendo al primo turno delle elezioni amministrative con il 59,54% dei voti, diventando la prima donna a ricoprire la carica di sindaco. Si insedia il 3 giugno 2019.
Nel 2024 non si ripresenta per un secondo mandato.

## Controversia
In un incontro per una presentazione di candidati alle elezioni europee del 2019, la Limardo avrebbe salutato i partecipanti col saluto romano, affermando successivamente che si sarebbe trattato di una "goliardata", poi negando del tutto che il fatto si sia verificato.